# سوسنووی لوگ
سوسنووی لوگ (به لاتین: Sosnovy Log) یک منطقهٔ مسکونی در روسیه است که در باشقیرستان واقع شده‌است.